# Asato Miyagawa
Asato Miyagawa (宮川 麻都, Miyagawa Asato, Kanagawa, 24 februari 1998) is een Japans voetbalster die als verdediger speelt bij Nippon TV Beleza.

## Clubcarrière
Miyagawa begon haar carrière in 2016 bij Nippon TV Beleza. Met deze club werd zij in 2016, 2017, 2018 en 2019 kampioen van Japan.

## Interlandcarrière
Miyagawa nam met het Japans nationale elftal O17 deel aan het WK onder 17 in 2014. Japan behaalde goud op het wereldkampioenschap. Miyagawa nam met het Japans nationale elftal O20 deel aan het WK onder 20 in 2016. Japan behaalde brons op het wereldkampioenschap. Miyagawa nam met het Japans nationale elftal O20 deel aan het WK onder 20 in 2018. Japan behaalde goud op het wereldkampioenschap.
Miyagawa maakte op 2 maart 2019 haar debuut in het Japans vrouwenvoetbalelftal tijdens een wedstrijd om de SheBelieves Cup tegen Brazilië. Zij nam met het Japans elftal deel aan het WK 2019. Ze heeft 9 interlands voor het Japanse elftal gespeeld.

## Statistieken
| Japans vrouwenvoetbalelftal | Japans vrouwenvoetbalelftal | Japans vrouwenvoetbalelftal |
| Jaar                        | Wed.                        | Dlp.                        |
| --------------------------- | --------------------------- | --------------------------- |
| 2019                        | 9                           | 0                           |
| Totaal                      | 9                           | 0                           |